# Rtanj
Rtanj (v srbské cyrilici Ртањ) je nejvyšší pohoří (horský masiv) v srbské části Karpat. Nachází se na východě země (mezi městy Boljevac a Sokobanja, v regionu známém pod názvem Timok). Nejvyšší vrchol Šiljak dosahuje nadmořské výšky 1565 m n. m. Vrcholu hory Šiljak jsou především kvůli jejímu tvaru, nápadně připomínajícímu pyramidu, připisovány nadpřirozené až magické schopnosti. Někteří dobrovolníci se zde proto setkali na konci roku 2012, neboť očekávali, že je tato nadpřirozená moc ochrání před očekávaným koncem světa.
Na vrcholu hory Šiljak se dnes nachází rozvaliny staré kaple, která byla postavena v roce 1932. V současné době existuje záměr ji obnovit.